# Geister, Geister, Schatzsuchmeister!
Geister, Geister, Schatzsuchmeister! (englischer Originaltitel: Ghost Fightin’ Treasure Hunters) ist ein kooperatives Kinder- und Familienspiel des amerikanischen Spieleautors Brian Yu. Das Spiel für zwei bis vier Spieler ab acht Jahren dauert etwa 30–45 Minuten pro Runde. Es ist im Jahr 2013 bei Mattel Games erschienen und gewann den Kritikerpreis Kinderspiel des Jahres 2014.

## Thema und Ausstattung
Bei dem Spiel geht es um ein Schatzsuche mehrerer Schatzsucher, die gemeinsam in einem alten Haus nach versteckten Juwelen suchen. Da es in dem Haus spukt, werden die Spieler ständig mit Geistern konfrontiert, denen sie sich stellen müssen.
Der Inhalt der Spieleschachtel besteht neben der Spielanleitung aus:
- einem Spielplan, auf dem sich der Grundriss des Spukhauses befindet. Das Haus besteht aus insgesamt 12 Räumen, durchalphabetisiert von A bis L, und die sie verbindenden Flure.
- vier Spielfiguren
- sechs Spukfiguren
- 24 Geistern
- 19 Karten
- einem Würfel
- zwei Spezialwürfeln
- 8 Schatzplättchen

In den Spielregeln werden Anweisungen für ein Basisspiel sowie ein Spiel für Fortgeschrittene beschrieben.

## Spielweise
Vor dem Spiel werden der Spielplan und das weitere Spielmaterial vorbereitet. Jeder Spieler wählt eine Spielfigur und platziert sie vor der Eingangstür. In den Räumen mit den Buchstaben C, F, I und L wird jeweils eine Geisterfigur platziert, in alle Zimmer mit roter Markierung wird ein Schatzjuwel gelegt (die Nummerierung wird für das Basisspiel ignoriert). Für das Basisspiel werden alle Karten mit den Bezeichnungen „Zieh 2 + Mische“, „Zieh 3 + Mische“, „Blaue Türen verschlossen“ und „Grüne Türen verschlossen“ entfernt, der Rest der Karten wird gemischt und verdeckt auf das entsprechende Feld außerhalb des Hauses gelegt.

### Basisspiel
Die Spieler spielen reihum und dürfen verschiedene Aktionen ausführen, die in einer festen Reihenfolge erfolgen müssen. Zuerst würfelt der Spieler mit dem Zahlenwürfel. Mit dem Würfel wird bestimmt, um wie viele Felder die Spielfigur des Spielers gesetzt werden darf, und ob eine neue Geisterfigur in ein Zimmer gestellt werden muss. Wenn der Würfel neben der Zahl ein Geistersymbol zeigt (bei 1 bis 5), zieht der Spieler die oberste Geisterkarte vom Kartenstapel und dreht diese offen auf den Ablagestapel. Wenn die Karte einen Buchstaben zeigt, wird eine Geisterfigur in das entsprechende Zimmer gestellt; bei einer „MISCHEN“-Karte wird der Kartenstapel mit dem Ablagestapel neu gemischt und kein Geist platziert. Danach zieht der Spieler seine Spielfigur maximal um die angegebene Anzahl Felder vorwärts, wobei er überzählige Augen verfallen lassen kann. Dabei muss das Haus immer durch die Eingangstür betreten werden und zwischen Zimmern kann man sich nur durch die Nutzung der Zimmertüren oder des Flures bewegen. Auf einem Flurfeld darf nur eine Figur stehen und die dort befindlichen Figuren dürfen übersprungen werden, in einem Zimmer können sich mehrere Figuren aufhalten. Der Spieler darf sich auch dazu entscheiden, stehenzubleiben, muss jedoch trotzdem würfeln und gegebenenfalls eine Karte ziehen. Grundsätzlich endet der Zug immer, wenn der Spieler Schatzjuwelen einsammelt, Schatzjuwelen ablegt oder Geister bekämpft.
Endet der Zug eines Spielers in einem Zimmer, in dem sich ein Schatzjuwel befindet, kann er dieses aufnehmen und in den Rucksack der Spielfigur platzieren. Befindet sich zudem ein Geist in diesem Raum, muss dieser bekämpft werden, wobei der Juwel im Rucksack verbleibt. Geister werden mit dem Symbolwürfel bekämpft. Dabei nimmt ein Spieler einen oder, wenn sich mehr als ein Spieler im Raum befindet, zwei Symbolwürfel und wirft diese. Wirft er ein Geistersymbol, wird ein Geist besiegt und aus dem Zimmer entfernt. Falls er kein Geistsymbol würfelt, bleiben die Geister stehen und der Spieler kann in der nächsten Runde einen neuen Versuch starten oder den Raum ohne erneuten Angriff wieder verlassen. Befinden sich drei Geister in einem Zimmer, beginnt es dort zu spuken und die drei Geisterfiguren werden durch eine Spukfigur ersetzt; soll in einer Folgerunde eine weitere Geisterfigur in dem Zimmer platziert werden, wird sie im alphabethisch folgenden Zimmer platziert. Sind 6 Zimmer vom Spuk betroffen, endet das Spiel und die Spieler haben verloren. Befindet sich eine Spielfigur mit einem Schatzjuwel in einem Spukzimmer, kann sie sich aus diesem nicht entfernen, solang der Spuk vorhanden ist. Ein Spuk kann dabei nur aufgelöst werden, wenn er von zwei Mitspielern im gleichen Zimmer bekämpft wird. Befinden sich zwei Spielfiguren im Zimmer, wirft ein Spieler beide Symbolwürfel; wirft er mindestens ein Spuksymbol wird der Spuk vom Spielbrett genommen.
Um das Spiel zu gewinnen, müssen die Spieler alle 8 Schatzjuwelen aus dem Haus bringen und sich selbst außerhalb des Hauses befinden, bevor es in 6 Zimmern spukt. Schaffen sie dies, haben sie das Spiel gemeinsam gewonnen. Gelingt dies nicht, bevor sich sechs Spukfiguren auf dem Feld befinden, haben sie verloren. Die Spieler verlieren ebenfalls, wenn sich alle Spielfiguren jeweils mit einem Schatzjuwel im Rucksack allein in einem Spukzimmer befinden und sich somit nicht gegenseitig bei der Bekämpfung der Spukfiguren unterstützen können, da sie die jeweiligen Zimmer nicht verlassen dürfen.

### Regeln für Fortgeschrittene
Die Regeln für Fortgeschrittene unterscheiden sich von denen des Basisspiels vor allem durch einige Zusatzregeln, die die Schatzsuche komplexer gestalten. In der Variante werden alle Karten genutzt, also auch die Karten mit der Bezeichnungen „Zieh 2 + Mische“, „Zieh 3 + Mische“, „Blaue Türen verschlossen“ und „Grüne Türen verschlossen“. Die Schatzjuwelen werden zudem mit der Zahlenseite nach unten auf die Zimmer gelegt. Das Spiel selbst wird dann entsprechend dem Basisspiel gespielt.
Zieht ein Spieler die Karten „Zieh 2 + Mische“ oder „Zieh 3 + Mische“, muss er, bevor er den Stapel neu mischt, weitere Karten ziehen und entsprechend viele Geister verteilen, wie er zieht. Weitere „Mischen“-Karten werden dabei ignoriert, dafür wird eine weitere Karte gezogen. Zieht der Spieler eine „Türen verschlossen“-Karte, werden die entsprechenden Türen auf dem Spielfeld verschlossen und die Spielfiguren dürfen sie nicht mehr benutzen. Dabei dürfen nur Türen einer Farbe gleichzeitig verschlossen sein. Die Türen öffnen erst dann wieder, wenn eine andere „Türen verschlossen“-Karte oder eine „Mischen“-Karte gezogen werden.
Während die Schatzjuwelen im Basisspiel in beliebiger Reihenfolge gesammelt werden, müssen sie beim Fortgeschrittenenspiel in numerischer Reihenfolge gefunden werden. Wenn eine Spielfigur in ein Zimmer kommt, in dem sich ein Schatzjuwel befindet, darf der Spieler dieses umdrehen, um seine Zahl zu sehen. Sie dürfen dann zwar in beliebiger Reihenfolge eingesammelt werden, müssen aber in der richtigen Reihenfolge aus dem Haus gebracht werden. Das Ende des Spiels entspricht dem des Basisspiels.

## Ausgaben und Rezeption
Das Spiel Geister, Geister, Schatzsuchmeister! gewann 2014 den Kritikerpreis Kinderspiel des Jahres. Die Jury zum Kinderspiel des Jahres beschreibt das Spiel mit den Worten: „Das Basisspiel begeistert Grundschüler. Bei der Fortgeschrittenen-Version fiebert die ganze Familie mit.“ Zur Diskussion kam es aufgrund der Altersempfehlung. Ebenso wie das Spiel des Jahres 2014, Camel Up, wird auch Geister, Geister, Schatzsuchmeister! als Spiel für Kinder ab 8 Jahren ausgezeichnet und ist damit für jüngere Kinder zwischen vier und sieben Jahren, die die Kernzielgruppe des Kinderspiels des Jahres darstellen, zu komplex. Die Jury begründete ihr Votum später damit, dass sie sich vorbehält, „auch über den Tellerrand zu schauen und sowohl gute Spiele für die Jüngsten zu berücksichtigen als auch empfehlenswerte Spiele für alle, die aus der Altersgruppe für das klassische Kinderspiel herausgewachsen, für das klassische Familienspiel aber noch zu jung sind.“ Des Weiteren differenziert sie:

„Das Kinderspiel des Jahres 2014 ‚Geister, Geister, Schatzsuchmeister‘ ist ein Kinderspiel, bei dem auch Erwachsene gerne mitspielen. Im Gegensatz zum klassischen Familienspiel eignet es sich aber nicht für reine Erwachsenenrunden.

Das Spiel des Jahres 2014 ‚Camel up‘ hingegen ist ein Familienspiel, bei dem auch Kinder gerne mitspielen, das diese aber in reinen Kinderrunden noch überfordert.“

Die Auszeichnung kam vor allem für Mattel überraschend und das durch die Verleihung plötzlich große Medieninteresse führte in Deutschland dazu, dass das komplett in den Vereinigten Staaten produzierte Spiel sehr schnell vergriffen war und es zu Engpässen im Handel in den nächsten Monaten kam.

## Belege
1. 1 2 3 4 5 6 7  Spielanleitung Geister, Geister, Schatzsuchmeister! In: die-spieltruhe.de. Abgerufen am 25. September 2021.
2. 1 2  Geister, Geister, Schatzsuchmeister! auf der Website des Spiel des Jahres e.V.; abgerufen am 16. Dezember 2016
3. 1 2 3  Sabine Koppelberg: „Nachgekartet“: Gedanken zum Kinderspiel des Jahres 2014. In: spieldesjahres.de. 10. April 2015, archiviert vom Original am 22. Dezember 2016; abgerufen am 26. September 2021.